# La Cellera de Ter
La Cellera de Ter – gmina w Hiszpanii, w prowincji Girona, w Katalonii, o powierzchni 14,55 km². W 2011 roku gmina liczyła 2066 mieszkańców.